# سبايك دودلي
سبايك دودلي (بالإنجليزية: Matt Hyson)‏ هو مصارع محترف أمريكي، ولد في 13 أغسطس 1970 في بروفيدنس في الولايات المتحدة.

## وصلات خارجية
- سبايك دودلي على موقع WrestlingData.com (الإنجليزية)
- سبايك دودلي على موقع CageMatch worker (الإنجليزية)
- سبايك دودلي على موقع قاعدة بيانات المصارعة على الإنترنت (الإنجليزية)
- سبايك دودلي على موقع عالم المصارعة على الإنترنت (الإنجليزية)
- سبايك دودلي على موقع عالم المصارعة على الإنترنت (الإنجليزية)
- سبايك دودلي على موقع IMDb (الإنجليزية)
- سبايك دودلي على موقع قاعدة بيانات الفيلم (الإنجليزية)